# Zenta Ozola
Zenta Ozola (Riga, 2 de diciembre de 1923 - Nóvgorod, 9 de diciembre de 1942), para los rusos, Zenta Yulievna Ozola (en ruso: Зента Юльевна Озола), fue una sanitaria letona instructora sanitaria del Ejército Rojo y miembro del Komsomol.

## Biografía
Zenta Ozola nació el 2 de diciembre de 1923 en Riga, capital de la República de Letonia independizada tras la Primera Guerra Mundial. Estudió en la escuela secundaria N.º 2 (Escuela secundaria N.º 5 en época soviética). Ozola se convirtió en activista del Komsomol en el contexto de la ocupación soviética de Letonia en 1940. En junio de 1941, después de graduarse de la escuela secundaria, poco antes de la ocupación de Letonia por la Alemania nazi tras comenzar la Operación Barbarroja, Ozola fue traslada a la RSFS de Rusia, no se sabe si por familiares o como parte de las deportaciones de junio. 
En octubre de 1941, se ofreció como voluntaria para unirse al 122.º Regimiento de la 201.ª División de Fusileros de Letonia. Al principio fue asignada al periódico de la división, luego logró su traslado al departamento de sanidad. Oakes era un instructor de sanidad, en el rango de mayor. A partir de octubre de 1942 trabajó en la redacción del periódico Latvijas Strēlnieks (en letón: Fusileros letones). El 12 de agosto de 1942, 32 personas fueron rescatadas del campo de batalla, se recogieron 2500 cartuchos y 120 granadas. Por este heroísmo, las autoridades soviéticas otorgaron a Zenta Ozola la Orden de la Estrella Roja a título póstumo.
Murió de una esquirla el 9 de diciembre de 1942 en la bolsa de Demiansk, rescatando a soldados heridos y entregando municiones. En 1958 fue enterrada de nuevo en el Cementerio de los Hermanos de Riga. En el letrero conmemorativo original de las tumbas, se forjó una estrella de cinco puntas sobre el nombre, apellido y años de vida, hoy en día hay instalado un letrero con una cruz en lugar de una estrella.

## Legado
El 10 de diciembre de 1942, al día siguiente de su muerte, el comandante de la 43.ª División de Fusileros Letones de la Guardia firmó una orden para condecorar a Zenta Ozola con la Orden de la Estrella Roja. El texto decía lo siguiente:

Durante las batallas cerca de las aldeas de Tuganovo y Golubovo, la enfermera Ozola se distinguió con un coraje y una dedicación extraordinarios (...) Como instructor médico del batallón de morteros, la camarada Ozola, cuando los morteros estaban agregados a las compañías de fusileros, no se quedaba en el puesto de vestuario del puesto de mando del batallón, sino que iba voluntariamente al campo de batalla. La camarada Ozola iba de compañía en compañía y prestaba ayuda en todas partes. Durante la ofensiva, no solo sacó y vendó a los heridos, sino que también rellenó discos de ametralladora, recogió cartuchos y granadas y los entregó a los soldados bajo el fuego de ametralladoras y morteros del enemigo.
Во время боев под деревней Туганово и Голубово санитарка Озолс отличилась необычайной отвагой и самоотверженностью (...) Будучи санинструктором миномётного батальона, тов. Озолс, когда миномётчики были приданы стрелковым ротам, не осталась на перевязочном пункте при командном пункте батальона, а добровольно направилась на поле боя. Из роты в роту ходила тов. Озолс и всюду оказывала помощь. Во время наступления она не только вытаскивала и перевязывала раненых, но и набивала пулемётные диски, собирала патроны и гранаты и под ураганным пулемётным и миномётным огнем противника доставляла бойцам.

Al finalizar la Segunda Guerra Mundial, la escuela secundaria a la que asistió cambió su nombre por «Escuela Secundaria N. 5 de Riga “Zenta Ozola”» (actual Gymnasium alemán estatal de Riga). En 2023, fue retirado un monumento cercano con la inscripción: En memoria de Zenta Ozola / 2 XII 1923 - 9 XII 1942.
En el barco de transporte marítimo estatal de la Letonia comunista botado en 1973, fue nombrado Зента Озола (con la revisión en cirilico de la letra «а» por la «с» usada en los textos en ruso). Desde 1994, fue renombrado Zenia II y operó un tiempo bajo bandera panameña.